# オーデンセ

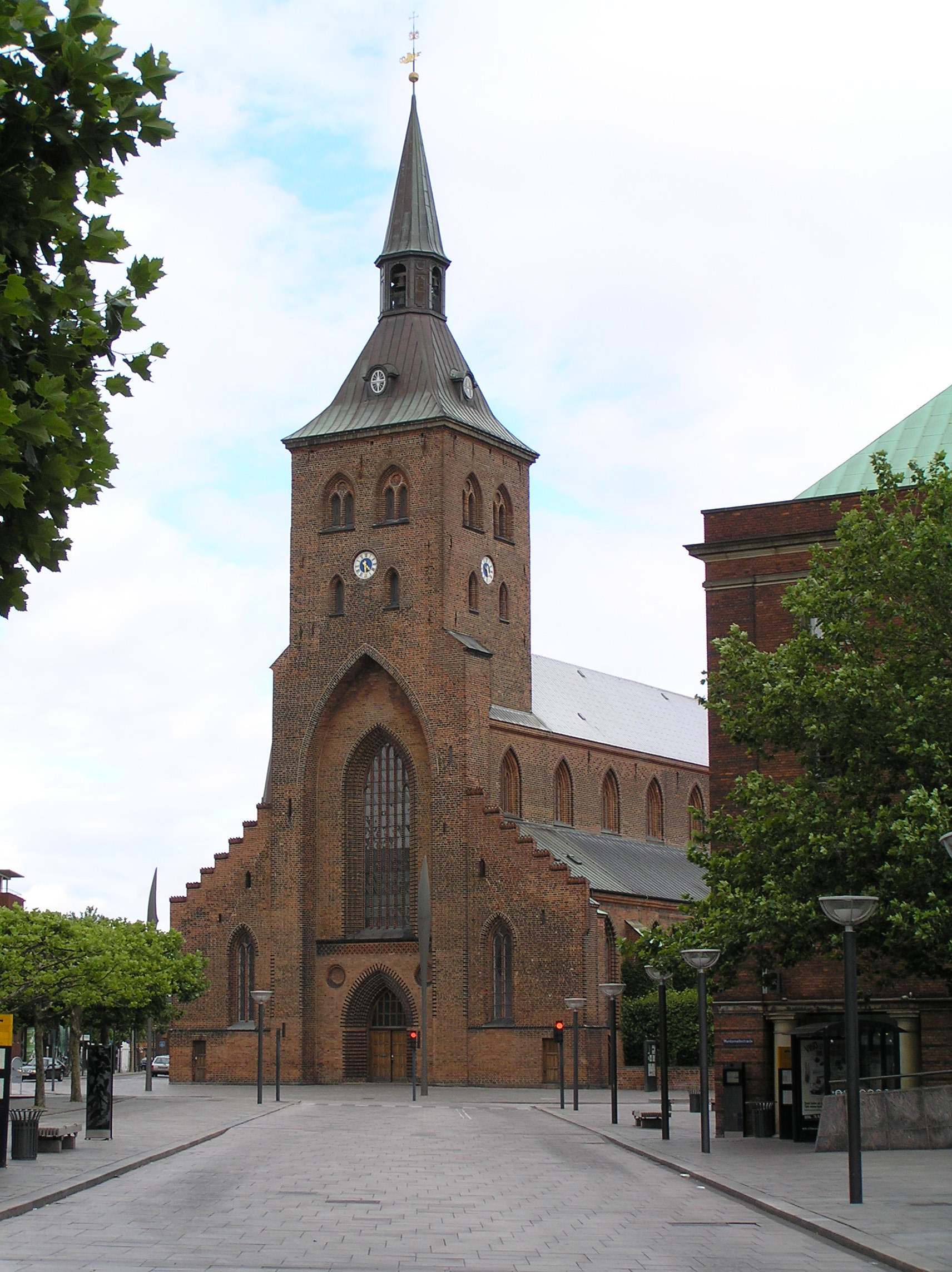
オーデンセの教会

オーデンセまたはオゼンセ（デンマーク語: Odense、[oʼðənsə] ( 音声ファイル)）は、デンマーク王国第3の都市。フュン島の政治、経済、文化の中心。人口は180,863人。

## 地理
フュン島中部に所在する。フュン島はユトランド半島と首都コペンハーゲンのあるシェラン島の間に位置する。近隣の都市としては、約85キロメートル北にオーフス、約90キロメートル南西にドイツのフレンスブルクが位置する。
オーデンセ・フィヨルドからオーデンセ運河を通じ、オーデンセ港が開かれている。

## 歴史
オーデンセの地名は北欧神話のオーディン（デンマーク語でオデン Oden）にちなんだものである。1988年に千年祭が行われ、デンマーク最古の都市の一つである。千年祭を祝うために、「千年の森」と名づけられた森が造営された。オーデンセの歴史を代表するのは、聖クヌート大聖堂である。ここは中世における巡礼の目的地であった。1654年から1658年まで、一時的にデンマーク王国の首都であった。
1935年、オーデンセで最も有名なランドマークであった、オーディン塔(Odinstårnet) が建てられた。当時の欧州では、パリのエッフェル塔に次ぐ2番目の高さであった。1944年、デンマーク国内のナチスグループによってオーディン塔は破壊され、以後再建されることはなかった。しかしそのミニチュア模型がオーディン公園の塔があった場所に建っている。デンマークの産業革命が始まるまで、オーデンセはデンマーク第2位の都市であったが、近年オーフスにその座を引き渡した。

## 著名な出身者
オーデンセは、日本ではハンス・クリスチャン・アンデルセン（H.C.Andersen）の出身地として知られるが、作曲家カール・ニールセン（Carl Nielsen）の生誕地でもある。
- ハンス・クリスチャン・アンデルセン（童話作家・詩人）[2]
- カール・ニールセン（作曲家）
- ムー（シンガーソングライター）
- トーマス・ヘルヴェグ（サッカー選手）
- ラルス・ヤコブセン（サッカー選手）
- リチャード・メラー・ニールセン（サッカー選手）
- キャロライン・ウォズニアッキ（テニス選手）
- クリスチャン・プレス（テニス選手）
- エリック・ザ・レッド（プロレスラー）
- アラン・シモンセン(レーシングドライバー)
- ローランド・ムーラー (俳優)
- ビクトル・アクセルセン（バドミントン選手）

## 姉妹都市
- ブルノ、チェコ
- コロンバス、アメリカ合衆国
- 船橋市、日本
- フローニンゲン、オランダ
- 益山市、大韓民国
- イズミル、トルコ
- カトヴィツェ、ポーランド
- カウナス、リトアニア
- キエフ、ウクライナ
- クラクスヴィーク、フェロー諸島
- コーパヴォグル、アイスランド
- ノーショーピング、スウェーデン
- エステルスンド、スウェーデン
- ペタフ・ティクヴァ、イスラエル
- シュヴェリーン、ドイツ
- 紹興市、中華人民共和国
- セント・オールバンズ、イギリス
- タンペレ、フィンランド
- トロンハイム、ノルウェー
- ウペルナビク、グリーンランド

## 観光
- アンデルセン博物館（ドイツ語版） - アンデルセンの生涯を時代ごとに展示した博物館[3]。
- 聖クヌード教会（英語版） - ゴシック様式の教会[4]。